# Radio Uruguay
Radio Uruguay es una emisora de radio uruguaya perteneciente al sistema público de Radiodifusión Nacional. Su programación es generalista, enfocada hacia todos los públicos. 

## Historia
Fue creada en los años veinte del siglo XX por la firma Figueira, Cánepa & Cía. la cual adquiere  la adjudicación y el permiso de explotación de la frecuencia de 1050 kHz, con el indicativo de CX26. Dicha emisora operaría bajo la denominación de Radio Uruguay y formaría parte de la creación de la Asociación Nacional de Broadcasters Uruguayos. 
El 6 de agosto de 1952 la emisora es adquirida por el Servicio Radiodifusión del SODRE, convirtiéndose en la tercera cadena del instituto y como la emisora generalista. En su programación además de los radioteatros a cargo de los cuerpos estables del instituto, se retransmitían las secciones parlamentarias y contenidos periodísticos. 
Hasta el año 1971 sus estudios se ubicaron en el entonces Estudio Auditorio del SODRE, incendiado y destruido en setiembre de ese año.  
En el año 2001, la emisora recupera su primer denominación, y vuelve a denominarse como Radio Uruguay. 

## Programación
Como programación generalista contiene programación de actualidad, deportiva, social y de interés general

### Programas destacados
- Departamento 20
- La Noche Abierta
- Radioactividades: Se ha emitido de forma ininterrumpida desde febrero de 1989[2]
- Visión Nocturna
- El Mural: Es un programa conducido por el poeta y periodista Luis Marcelo Pérez. Su temática se centra en el periodismo cultural sin fronteras. Se emite desde el año 1998.

### Servicio informativo
El servicio informativo está a cargo de Informativo Uruguay, el cual cuenta con dos ediciones diarias de lunes a viernes transmitidas en simultáneo con la cadena de emisoras departamentales. Radio Uruguay también retransmite el noticiero central de Canal 5. 